# 대방광불화엄경 주본 권61
대방광불화엄경 주본 권61(大方廣佛華嚴經 周本 卷六十一)은 인천광역시 연수구에 있는 불경이다. 2015년 12월 2일 인천광역시의 유형문화재 제73호로 지정되었다.

## 개요
『대방광불화엄경(大方廣佛華嚴經)』은 화엄종의 소의경전으로서 대승불교의 역사속에서 널리 읽는 경전이다. 이 경은 실차난다(實叉難陀)가 번역한 것으로『당경화엄경(唐經華嚴經)『당본화엄경(唐本華嚴經)』,『신역화엄경』,『팔십화엄』이라고도 한다. 1244년에 대장도감에서 간행한 재조 본 고려대장경 판본의 전 80권 가운데 권61의 한 축인 두루마리 형태의 닥종이에 인쇄된 것이다.

## 참고 문헌
- 대방광불화엄경 주본 권61 - 국가유산청 국가유산포털